# كأس النرويج 2008
كأس النرويج 2008 (بالنرويجية: Norgesmesterskapet i fotball for menn 2008)‏ هو الموسم 103 من كأس النرويج. أقيم خلال الفترة 10 مايو 2008 وحتى 9 نوفمبر 2008، وأشرف على تنظيمه اتحاد النرويج لكرة القدم، وكان عدد الأندية المشاركة فيه 32، وفاز فيه نادي فوليرينغا.